# Annamarie Thomas
Annamarie Thomas, née le 15 septembre 1971 à Emmeloord, est une patineuse de vitesse néerlandaise. 

## Biographie
En 1996, elle est double médaillée d'or aux Championnats du monde simple distance inauguraux sur le 1 000 mètres et le 1 500 mètres. Lors des Championnats du monde toutes épreuves, elle compte un podium, un troisième place en 1995.
Elle a participé à trois éditions des Jeux olympiques d'hiver, en 1994 à Lillehammer, terminant deux fois à la cinquième place sur le 1 500 mètres et le 3 000 mètres, en 1998 à Nagano, terminant encore cinquième sur le 1 000 mètres et en 2002 à Salt Lake City.

## Palmarès

### Championnats du monde toutes épreuves
- Médaille de bronze en 1995

### Championnats du monde simple distance
- Médaille d'or du 1 000 mètres en 1996
- Médaille d'or du 1 500 m en 1996

### Coupe du monde
- 1 victoire.